# Gordon Shedden

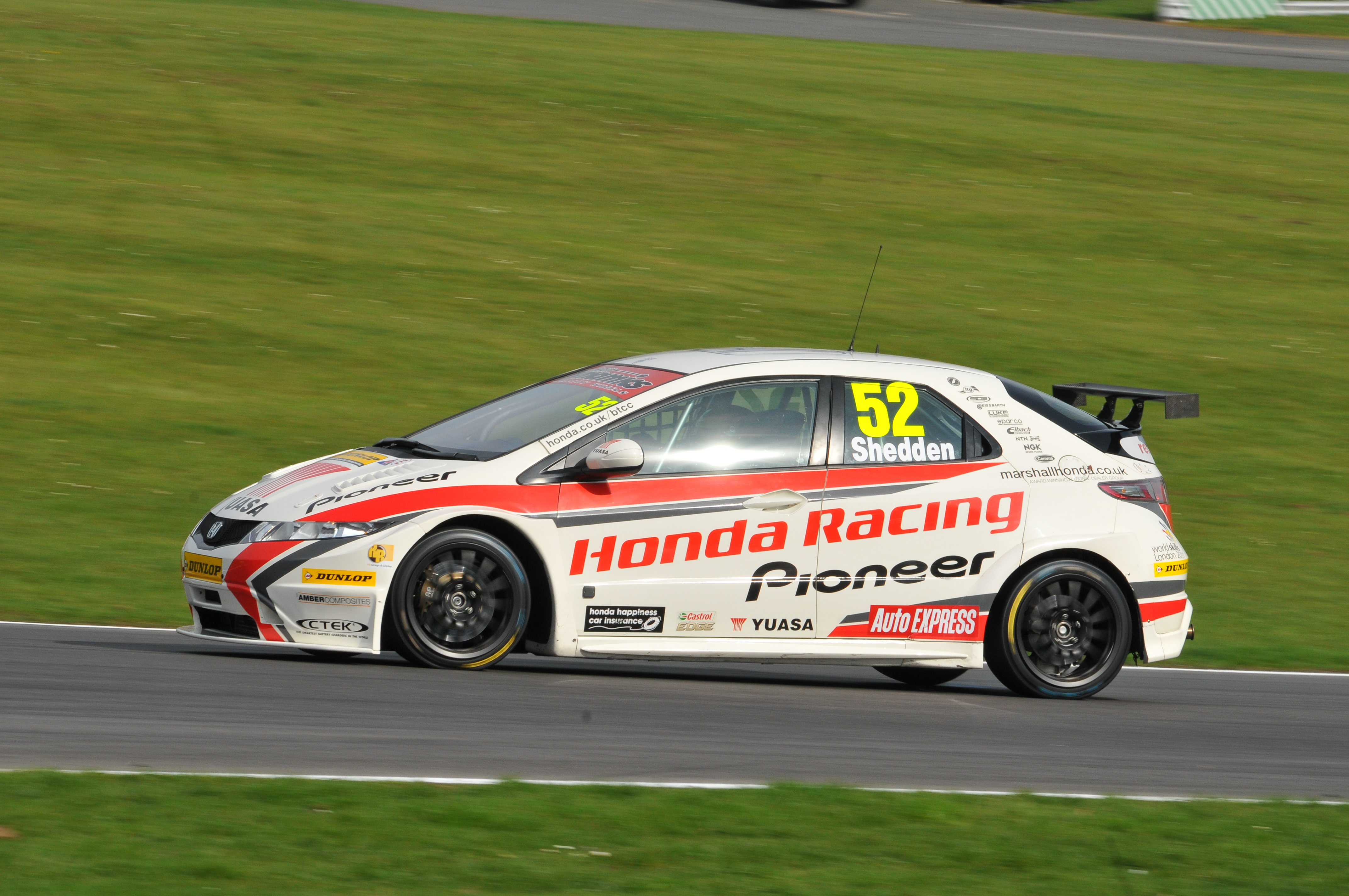
Gordon Shedden con su Honda Civic oficial en 2011.

Gordon Shedden (Edimburgo, Escocia, Reino Unido, 15 de febrero de 1979) es un piloto de automovilismo de velocidad que ha competido la mayor parte de su carrera profesional en turismos en su país. Obtuvo el Campeonato Británico de Turismos de 2012, 2015 y 2016, y resultó subcampeón en 2011, tercero en 2007, 2010, 2013 y 2014, y cuarto en 2006 y 2017. Desde 2010 hasta 2017 fue piloto oficial de la marca japonesa Honda.

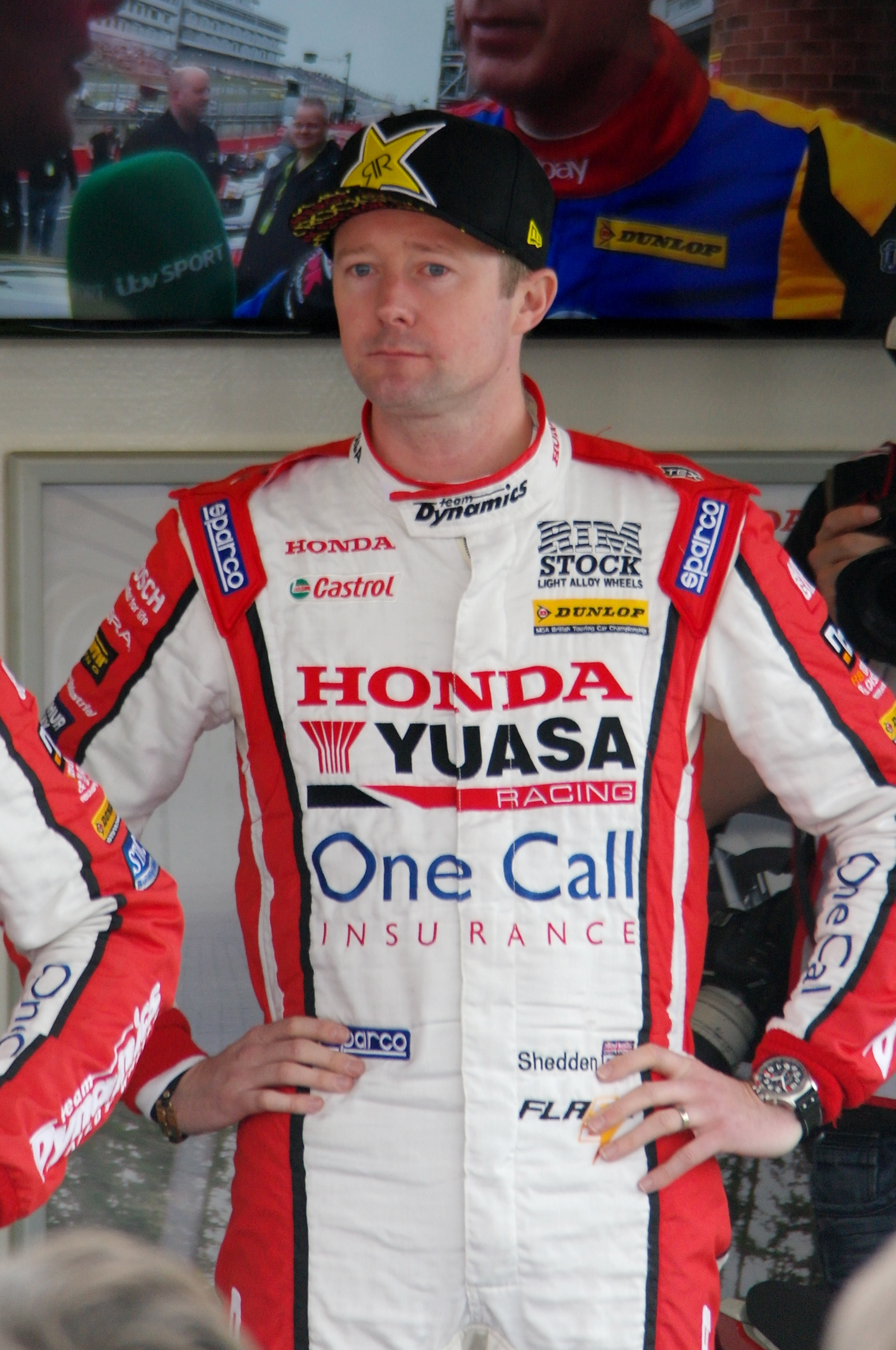
Gordon Shedden en 2014.

Shedden es apodado Flash Gordon, en alusión al personaje de historietas.[cita requerida] El piloto suele utilizar el número 52 en su automóvil. Su esposa Jillian Shedden es hija del dueño del circuito de Knockhill.

## Carrera deportiva
Shedden comenzó a competir en 1999 en el Campeonato Ford Fiesta, y en 2000 consiguió el título. En 2001 disputó la fecha de Knockhill del Campeonato Británico de turismos con un Ford Focus de la clase de producción, resultando segundo y primero respectivamente, y tercero y quinto en la general.
El escocés disputó el Campeonato SEAT León Cupra Británico 2003, donde resultó segundo frente a Robert Huff con una victoria y seis podios. En 2004 consiguió un triunfo y cinco podios, culminando así cuarto en la tabla general. El piloto disputó las dos carreras de Knockhill de la Copa Porsche Carrera Gran Bretaña 2005, logrando podios en ambas.
El equipo Dynamics del Campeonato Británico de Turismos contrató a Shedden para disputar la temporada 2006 como compañero de equipo del campeón defensor Matt Neal. Al volante de un Honda Integra, consiguió cuatro victorias y diez podios en 30 carreras, por lo cual finalizó cuarto en su debut en la categoría.
Adoptando el nuevo Honda Civic en la temporada 2007, el escocés logró nuevamente cuatro triunfos y diez podios en 30 carreras. Así, quedó tercero en el campeonato por detrás de Fabrizio Giovanardi y Jason Plato, y superando por cinco puntos a su compañero Neal.
En 2008, Shedden consiguió dos victorias, un segundo puesto, un tercero y seis cuartos. Por tanto, se ubicó séptimo en el clasificador final.
Luego de disputada la primera fecha del Campeonato Británico de Turismos 2009, Shedden quedó sin patrocinadores y el equipo debió reemplazarlo. A mitad de temporada, corrió dos fechas con un SEAT León de Clyde Valley. Luego participó en las dos fechas finales para GR Asia, también con un SEAT León. Como consecuencia, consiguió un segundo lugar, un quinto, un sexto y ocho top 10 en 15 carreras, para colocarse 14º en la tabla general.
Dynamics se convirtió en equipo oficial de Honda para la temporada 2010, y volvió a contratar a Shedden y Neal. El escocés acumuló cinco triunfos y siete segundos puestos con su Honda Civic, por lo que disputó el título con Plato y Neal en la última fecha. Finalmente, el piloto terminó tercero en el campeonato.

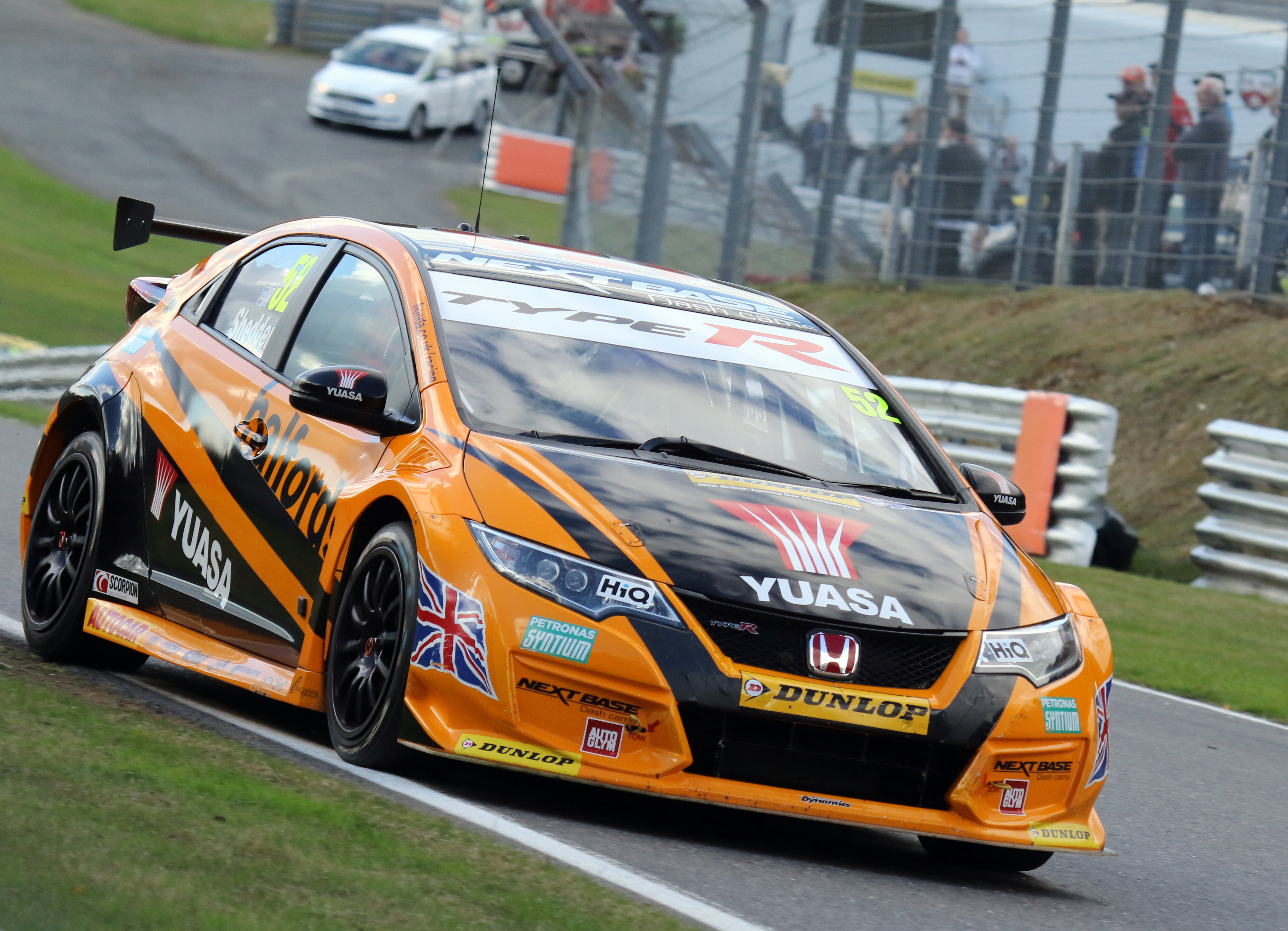
Gordon Shedden en 2016, sobre su Civic Type R de BTCC.

Shedden obtuvo seis victorias y cinco segundos puestos en las 30 carreras de 2011, pero debió conformarse con el subcampeonato al ser superado en puntos por su compañero Neal.
El piloto continuó con el equipo oficial de Honda en 2012, que adoptó el nuevo Honda Civic del reglamento NGTC. Cosechó ocho victorias y 16 podios en 30 carreras, superando así a Neal y Plato para obtener el campeonato.
En 2013, el escocés consiguió cinco triunfos y 16 podios. Así, quedó por delante de Plato y Neal, pero Andrew Jordan lo relegó al subcampeonato.
Al volante del nuevo Honda Civic Tourer oficial, Shedden obtuvo en 2014 tres victorias y 11 podios para colocarse tercero en el campeonato, por detrás de Colin Turkington y Plato. En 2015 retornó al Honda Civic hatchback. Acumuló cuatro victorias, 11 podios y 19 top 5 en 30 carreras, por lo que obtuvo su segundo título ante Plato y Neal.
En el Campeonato Británico de Turismos 2016, el escocés logró cuatro victorias y diez podios en 30 carreras, reteniendo el título al superar a Sam Tordoff por apenas dos puntos. En 2017 participó por octava temporada consecutiva como piloto oficial de Honda. Consiguió tres victorias y ocho podios, quedando cuarto en el clasificador final. Luego corrió en la fecha de Dubái de la TCR International Series con un Volkswagen Golf del equipo WRT, finalizando segundo y séptimo en las dos carreras.
Shedden dejó el Campeonato Británico de Turismos en 2018, y se convirtió en piloto titular de WRT para participar de la Copa Mundial de Turismos con un Audi RS3. Alcanzó su primer y única victoria en Wuhan. Compitió nuevamente en la siguiente temporada.

## Resultados

### TCR Internacional Series
(Clave) (negrita indica pole position) (cursiva indica vuelta rápida)

| Año  | Equipo                  | Auto                        | 1   | 2   | 3   | 4   | 5   | 6   | 7   | 8   | 9   | 10  | 11  | 12  | 13  | 14  | 15  | 16  | 17  | 18  | 19  | 20  | Pos. | Pts. |
| ---- | ----------------------- | --------------------------- | --- | --- | --- | --- | --- | --- | --- | --- | --- | --- | --- | --- | --- | --- | --- | --- | --- | --- | --- | --- | ---- | ---- |
| 2017 |                         |                             | GEO | GEO | BHR | BHR | BEL | BEL | ITA | ITA | AUT | AUT | HUN | HUN | ALE | ALE | THA | THA | CHN | CHN | EAU | EAU | 19.º | 31   |
| 2017 | Leopard Racing Team WRT | Volkswagen Golf GTI TCR SEQ |     |     |     |     |     |     |     |     |     |     |     |     |     |     |     |     |     |     | 2   | 7   | 19.º | 31   |

### Copa Mundial de Turismos
(Clave) (negrita indica pole position) (cursiva indica vuelta rápida)

| Año  | Equipo                         | Auto                        | 1   | 2   | 3   | 4   | 5   | 6   | 7   | 8   | 9   | 10  | 11  | 12  | 13  | 14  | 15  | 16  | 17  | 18  | 19  | 20  | 21  | 22  | 23  | 24  | 25  | 26  | 27  | 28  | 29  | 30  | Pos. | Pts. |
| ---- | ------------------------------ | --------------------------- | --- | --- | --- | --- | --- | --- | --- | --- | --- | --- | --- | --- | --- | --- | --- | --- | --- | --- | --- | --- | --- | --- | --- | --- | --- | --- | --- | --- | --- | --- | ---- | ---- |
| 2018 |                                |                             | MAR | MAR | MAR | HUN | HUN | HUN | ALE | ALE | ALE | NED | NED | NED | POR | POR | POR | SVK | SVK | SVK | CHN | CHN | CHN | CHW | CHW | CHW | JAP | JAP | JAP | MAC | MAC | MAC | 13°  | 122  |
| 2018 | Audi Sport Leopard Lukoil Team | Audi RS3 LMS TCR SEQ (2016) | 5   | 11  | 18† | 18  | 15  | 12  | 7   | 18  | 13  | 4   | 6   | 5   | 9   | 6   | 17† | 17  | 15  | Ret | 14  | 14  | 13  | 3   | Ret | 1   | 18  | 18  | 16  | Ret | 14  | Ret | 13°  | 122  |
| 2019 |                                |                             | MAR | MAR | MAR | HUN | HUN | HUN | SVK | SVK | SVK | NED | NED | NED | ALE | ALE | ALE | POR | POR | POR | CHN | CHN | CHN | JAP | JAP | JAP | MAC | MAC | MAC | MYS | MYS | MYS | 26°  | 35   |
| 2019 | Leopard Racing Team Audi Sport | Audi RS3 LMS TCR SEQ (2016) | 14  | 15  | 7   | Ret | Ret | 21  | 12  | 13  | 15  | 17  | 22  | 24  | Ret | 21  | 9   | 17  | 20  | Ret | 22  | 13  | 15  | Ret | 20  | 20  | WD  | WD  | WD  | 15  | 27† | Ret | 26°  | 35   |